# Hyacinthella

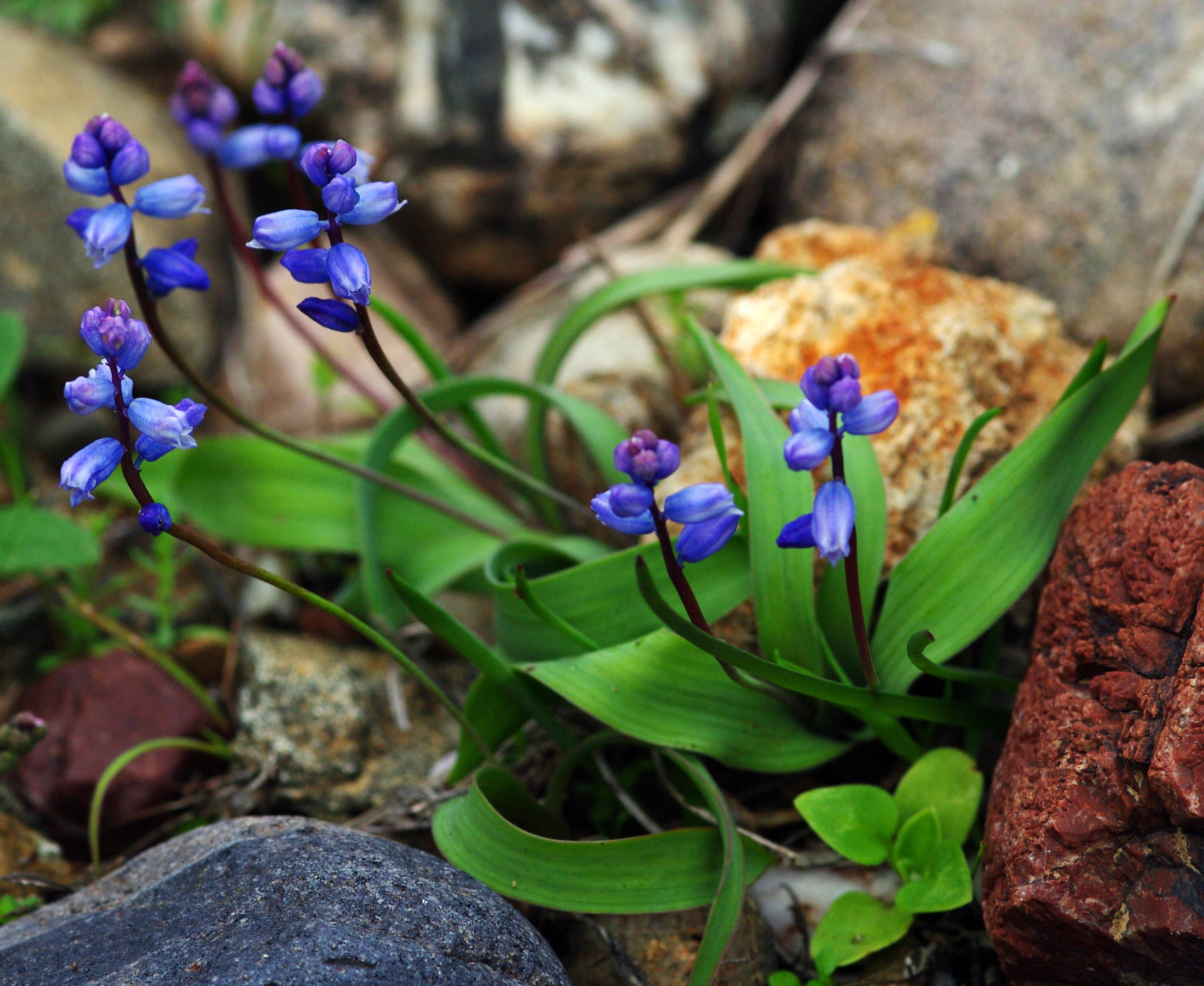
Hyacinthella nervosa

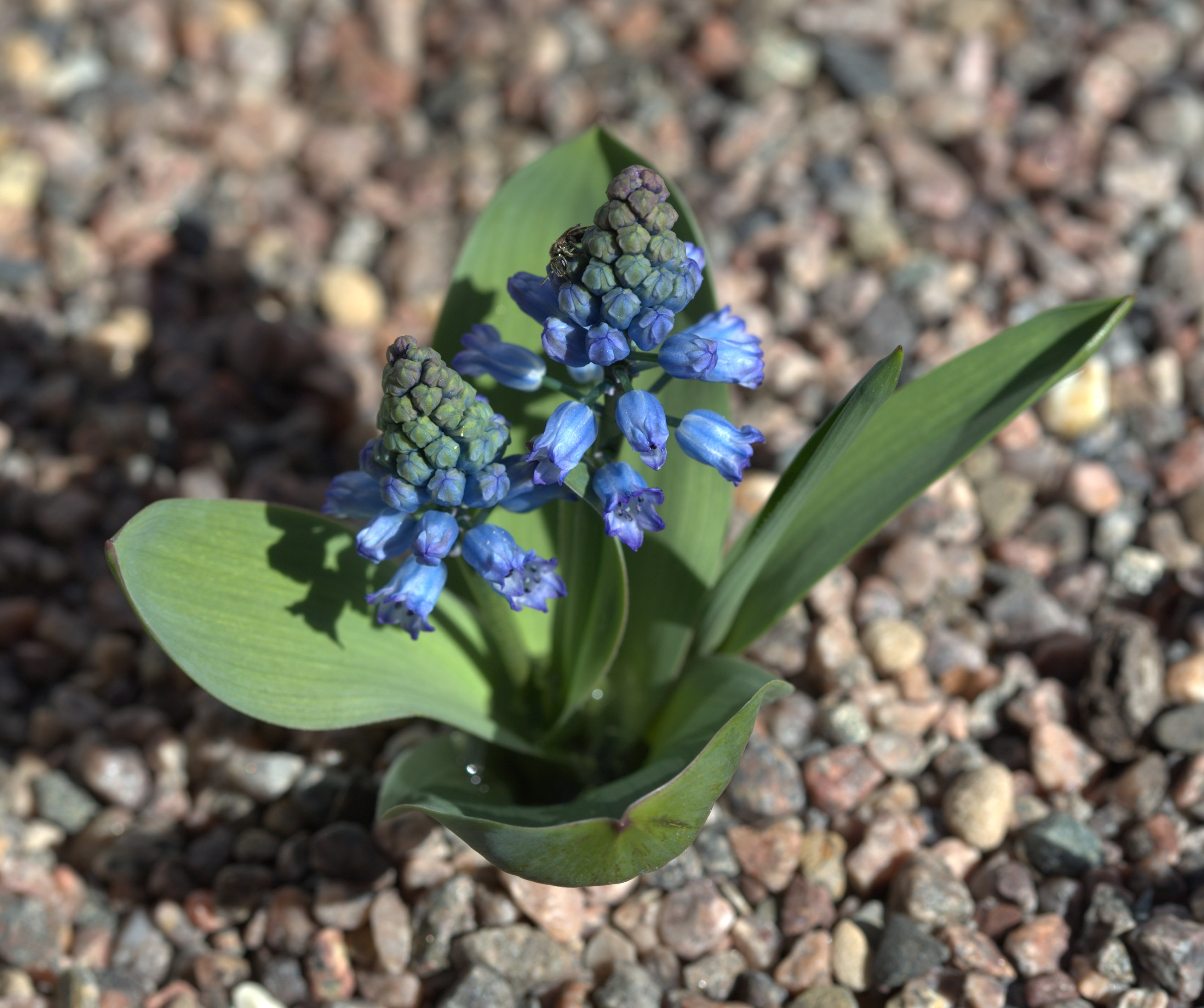
Hyacinthella lineata

Hyacinthella Lapeyr. – rodzaj roślin z rodziny szparagowatych. Obejmuje 17 gatunków występujących we wschodniej i południowo-wschodniej Europie oraz w Zakaukaziu i zachodniej Azji. Gatunek H. leucophaea został introdukowany do Czech. W Polsce nie występuje.
Nazwa naukowa rodzaju jest formą żeńską zdrobnienia nazwy rodzaju hiacynt (Hyacinthus).

## Morfologia
PokrójWieloletnie, rośliny zielne o wysokości do 10 cm.
PędCebule zbudowane z łuskowatych, zachodzących na siebie, białych pochew nasad liściowych z 3–6 okresów wegetacyjnych. Okrywa cebul białawobrązowa.
LiścieLiście odziomkowe
KwiatostanZebrane w grono, wyrastające na cienkim, okrągłym na przekroju głąbiku. Liście przykwiatowe drobne. Szypułki krótkie, proste. Okwiat wzniesiony, białawy, niebieski do fioletowego, w dolnej części rurkowaty, w górnej rozpostarty, nie dłuższy niż 13 mm. Nitki pręcików nitkowate, wąsko trójkątne. Pylniki małe, ciemnoniebieskie. Zalążnia kulista, z dwoma (rzadziej do czterech) zalążkami w każdej komorze.
OwoceMała i papierzasta, kulistawa torebka.

## Systematyka
Pozycja systematycznaRodzaj z podplemienia Hyacinthinae, plemienia Hyacintheae, podrodziny Scilloideae z rodziny szparagowatych Asparagaceae. W systemie Kubitzkiego zaliczony do podrodziny  Hyacinthoideae w rodzinie  Hyacinthaceae.
Wykaz gatunków
- Hyacinthella acutiloba K.Perss. & Wendelbo
- Hyacinthella atropatana (Grossh.) Mordak & Zakhar.
- Hyacinthella campanulata K.Perss. & Wendelbo
- Hyacinthella dalmatica Chouard
- Hyacinthella glabrescens (Boiss.) K.Perss. & Wendelbo
- Hyacinthella heldreichii (Boiss.) Chouard
- Hyacinthella hispida (J.Gay) Chouard
- Hyacinthella lazulina K.Perss.& Jim.Perss.
- Hyacinthella leucophaea (K.Koch) Schur
- Hyacinthella lineata (Steud. ex Schult. & Schult.f.) Chouard
- Hyacinthella micrantha (Boiss.) Chouard
- Hyacinthella millingenii (Post) Feinbrun
- Hyacinthella nervosa (Bertol.) Chouard
- Hyacinthella pallasiana (Steven) Losinsk.
- Hyacinthella persica (Boiss. & Buhse) Chouard
- Hyacinthella siirtensis B.Mathew
- Hyacinthella venusta K.Perss.

## Zastosowanie
Rośliny ozdobneHyacinthella dalmatica i H. glabrescens o kwiatach w odcieniach niebieskiego i fioletowego mogą być uprawiane jako rośliny ozdobne. Ponieważ osiągają wysokość 5–10 cm najlepiej uprawiać je jako rośliny doniczkowe lub w podniesionych skrzynkach. Wymagają stanowiska słonecznego i dobrze przepuszczalnego podłoża. Cebule powinny być sadzone jesienią. Po przekwitnięciu wymagają przesuszenia. Strefy mrozoodporności: 6.